# Complesso metallo-carbene
Un complesso metallo-carbene è un composto organometallico di formula generale LnM=CR2, che contiene formalmente un doppio legame tra il metallo e un atomo di carbonio con geometria trigonale planare. Il legante organico coordinato tramite il doppio legame è detto carbene. I complessi metallo-carbene sono classificati in due categorie, i carbeni di Fischer e i carbeni di Schrock, a seconda del tipo di interazione elettronica tra il metallo e il carbonio carbenico. Si conoscono complessi metallo-carbene per quasi tutti i metalli di transizione. 

## Storia
Lev Aleksandrovič Čugaev preparò già nel 1915 il primo complesso metallo-carbene trattando il tetrakis(metilisocianuro)platino(II) con idrazina. Chugaev non poté tuttavia riconoscere la natura di questo composto, la cui struttura fu chiarita solo nel 1970. Nel 1963 M. Ryang ottenne aldeidi e chetoni da pentacarbonilferro e reattivi di organo-litio, ma non si accorse che nel processo erano implicati complessi metallo-carbene come intermedi.
Nel 1964 Ernst Otto Fischer all'Università tecnica di Monaco trattò tungsteno esacarbonile con fenillitio. Dopo alchilazione con tetrafluoroborato di trimetilossonio (un reattivo di Meerwein) ottenne il primo complesso metallo-carbene documentato. Questi composti furono chiamati carbeni di Fischer in onore dello scopritore.

## Classificazione dei complessi metallo-carbene
Questi composti sono in genere classificati in due categorie: i carbeni di Fischer che derivano il loro nome da Ernst Otto Fischer, e i carbeni di Schrock che derivano il loro nome da Richard Schrock. 

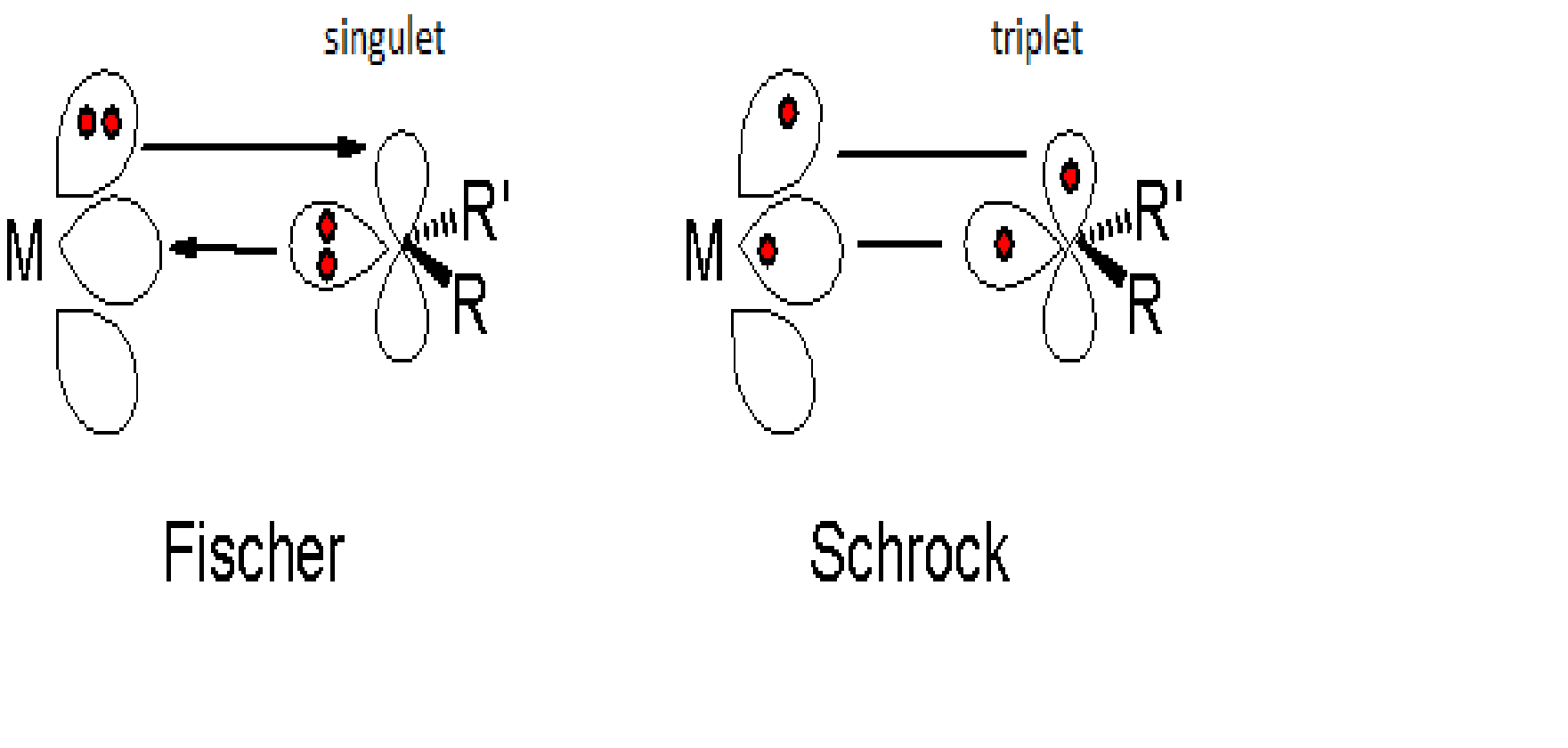
Schema 1. Interazione elettronica nei carbeni di Fischer e di Schrock

### Carbeni di Fischer

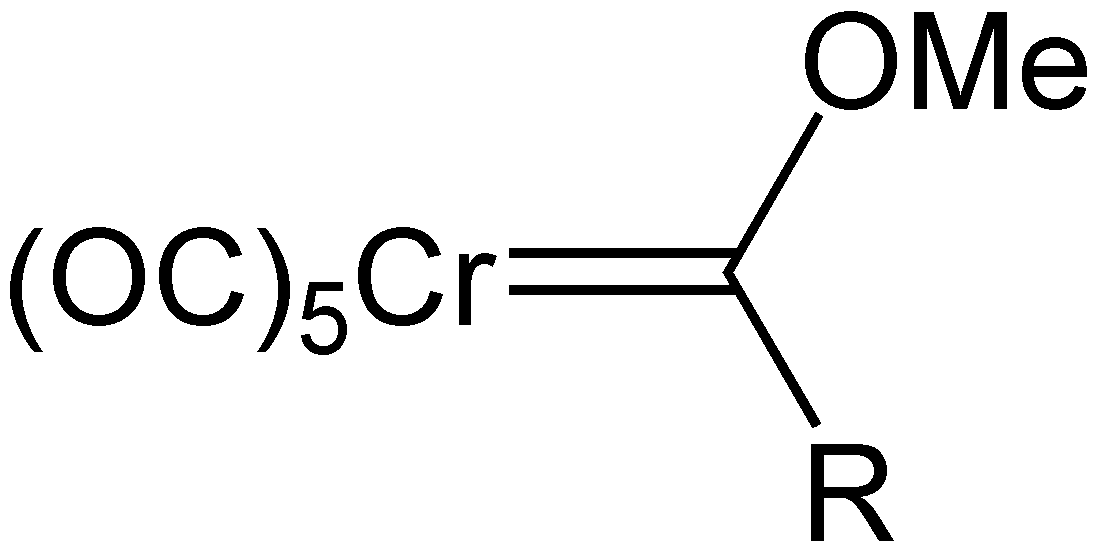
Esempio di un carbene di Fischer

Questi composti sono caratterizzati da:
- metalli in basso stato di ossidazione
- metalli situati verso destra nel blocco d, ad esempio Fe(0), Mo(0), Cr(0)
- leganti π-accettori
- sostituenti π-donatori sul carbonio carbenico, tipo gruppi alcossidi (−OR) o ammine alchilate (−NR2)

Il legame viene descritto come interazione tra le forme singoletto del carbene e del metallo, dando luogo a due contributi: un legame σ formato dalla donazione della coppia solitaria del carbene singoletto verso un orbitale d vuoto del metallo, e retrodonazione π da un orbitale d pieno del metallo verso un orbitale p vuoto del carbonio (vedi Schema 1). Il primo contributo (C→M) è preponderante, e di conseguenza il carbonio carbenico assume una parziale carica positiva e diventa elettrofilo. Un esempio di carbene di Fischer è il composto (CO)5Cr=C(OMe)R, illustrato in figura. 
I carbeni di Fischer sono in genere specie molto reattive. Possono dare reazioni di decomposizione con formazione di alcheni e reazioni di riarrangiamento. Subiscono attacchi nucleofili sul carbonio carbenico; con alcheni si possono formare metallacicli che per decomposizione portano ad anelli ciclopropanici. Con alchini e CO si ha la reazione di Dötz con formazione di naftoli.

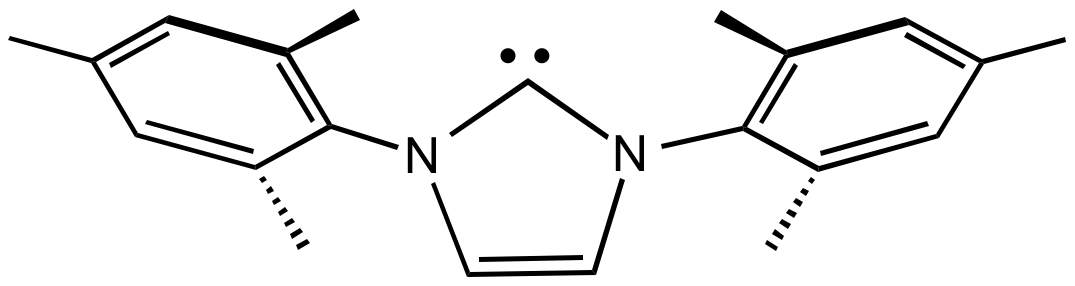
Un tipico legante di tipo NHC.

Sono classificabili come carbeni di Fischer anche i cosiddetti carbeni N-eterociclici (NHCs dall'inglese N-heterocyclic carbenes). Si tratta di carbeni che possono essere preparati facilmente dato che il carbene libero è abbastanza stabile da poter essere isolato. Gli atomi di azoto fungono da donatori π verso il carbonio carbenico stabilizzandolo; ciò favorisce la forma singoletto del carbene e porta ad un legame forte (C→M). Gli NHCs sono spesso paragonati a leganti come le fosfine alchiliche, e si comportano come leganti spettatori, influenzando le proprietà del complesso, ma senza partecipare direttamente alle reazioni. Complessi metallici contenenti NHCs sono utilizzati in vari processi catalitici; un esempio è il catalizzatore di Grubbs di seconda generazione.

### Carbeni di Schrock

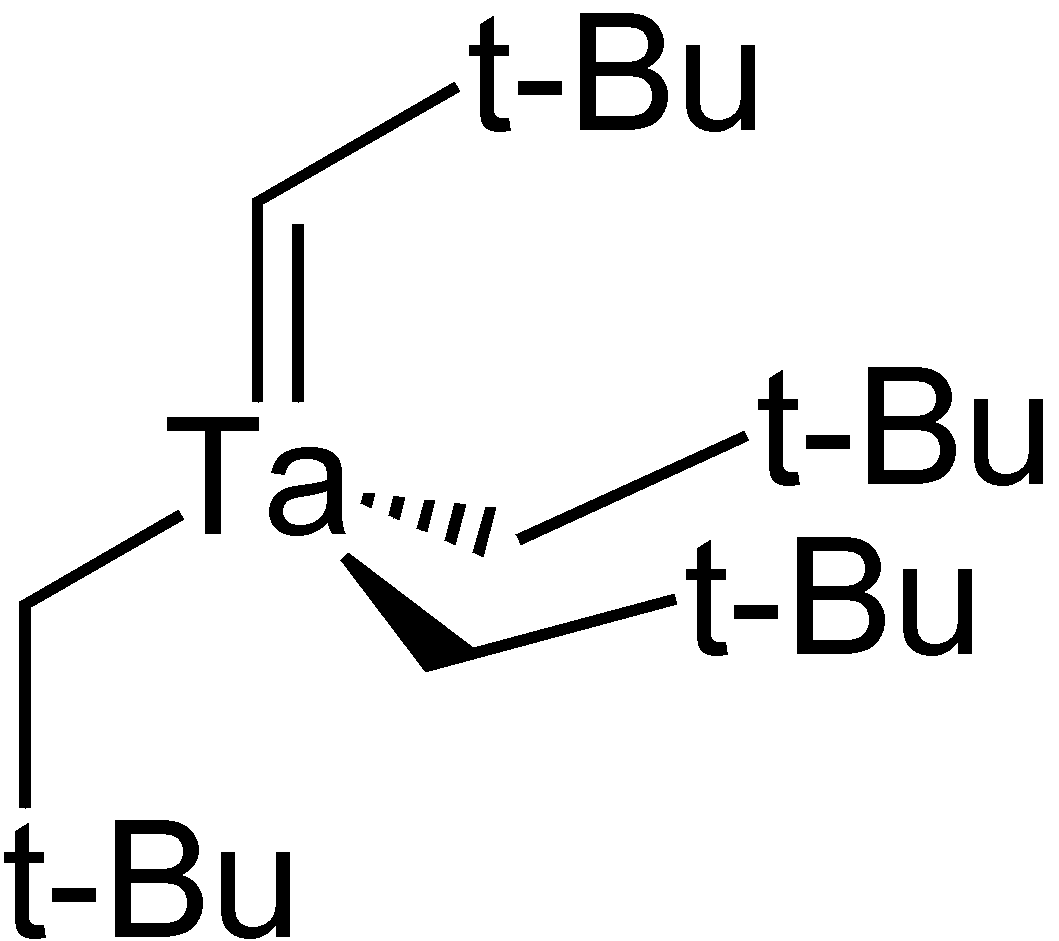
Esempio di un carbene di Schrock

Questi composti sono caratterizzati da:
- metalli in alto stato di ossidazione
- metalli situati verso sinistra nel blocco d, ad esempio Ti(IV), Ta(V)
- leganti non π-accettori
- sostituenti idrogeno o alchilici sul carbonio carbenico

Il legame viene descritto come interazione tra le forme tripletto del carbene e del metallo, dando luogo alla formazione di due legami covalenti, come illustrato nello Schema 1. I due legami formati sono polarizzati verso il carbonio carbenico, che assume una parziale carica negativa e diventa nucleofilo. Un esempio di carbene di Schrock è il composto Ta(=C(H)But)(CH2But)3, illustrato in figura, dove il centro metallico di Ta(V) ha un doppio legame con uno dei leganti.
La reattività dei carbeni di Schrock è legata al carattere nucleofilo del carbonio carbenico ed elettrofilo del metallo. Alcheni e alchini possono coordinarsi al metallo e reagire col carbene portando a metallacicli che in seguito possono dare anelli ciclopropanici, idruri allilici o altre reazioni di riarrangiamento. Il legante carbenico può dare una reazione di tipo Wittig, metilenando i gruppi carbonilici di chetoni e aldeidi.